# Gran Premio del Marne
El Gran Premio del Marne (nombre original en francés: Grand Prix automobile de la Marne) fue una carrera organizada por el Automobile Club de Champaña, que se disputaba en el circuito de Reims-Gueux. El trazado consistía en una serie de vías públicas acondicionadas para la competición, ubicadas 7,5 km (4,7 mi) al oeste de la ciudad de Reims, en el departamento del Marne, al noreste de Francia. Resultó ser una de las carreras de carretera más rápidas y prestigiosas de Europa. 

## Historia
Los orígenes del automovilismo en el distrito del Marne de la región de Champaña datan de las competiciones de motocicletas de 1912/1913, celebradas en un circuito de 225 kilómetros (139,8 mi) conocido como el Circuito de la Champaña a Reims, cerca de la ciudad de Sarcy (alrededor de 20 kilómetros (12,4 mi) al oeste-suroeste de Reims). 
La primera carrera de automóviles se celebró el 2 de agosto de 1925, en el Circuito de Beine-Nauroy (un recorrido de unos 20 km, estaba situado aproximadamente a 10 km al sureste de Reims, cerca del aeropuerto de Reims-Prunay, en la carretera D-931). En 1926, el Gran Premio se mudó al circuito de Reims-Gueux, comenzando una serie anual de pruebas que se sucederán sin interrupciones hasta 1931. En 1932, la popularidad y el éxito de la carrera llevaron al Automóvil Club  de Francia a organizar el Gran Premio de Francia (anunciado como el XVIII Gran Premio de la ACF) en el circuito, entonces con un recorrido de 7,826 km (4,9 mi). El GP de Francia regresó en 1938/1939 bajo las regulaciones del Gran Premio; se celebraron dos rondas de Fórmula 1 no incluidas en el campeonato en 1948 y 1949; y desde la temporada inaugural del campeonato de Fórmula 1 de 1950, se disputaron otras once ediciones en varios años hasta 1966. 
A excepción de la Coupe d'Or de 1926 (las primeras 12 Horas de Reims), el Gran Premio de Francia de 1932 en Reims fue la primera carrera importante que no se anunció como el Gran Premio del Marne, a pesar de lo indicado por algunas fuentes regionales de la época, que siguieron refiriéndose al Gran Premio de Francia organizado bajo los auspicios de la ACF como al "Gran Premio del Marne". Varios nombres de la carrera y de los sistemas de numeración todavía están en uso hoy en día. Un ejemplo típico de los diferentes nombres y/o números utilizados para designar la carrera es el Gran Premio de 1952: "XIII Gran Premio del Marne" (Registro F2, Estadísticas F1); "XX Gran Premio del Marne" (Página de información de GEL Motorsport); y "Gran Premio de Francia - GP de Reims (automóviles deportivos) 1952" (Amis de Circuit Gueux). 
El último Gran Premio del Marne se celebró en 1937, terminando efectivamente la serie a excepción de una edición final en 1952. 

## Cronología del Gran Premio del Marne
| 1925 1926-1927 1928-1935 1935-1937 1952 |  | Gran Premio del Marne - Circuito de Beine-Nauroy Gran Premio del Marne - Circuito de Reims-Gueux Gran Premio del Marne - Circuito de Reims |  | Fórmula Libre Fórmula Libre Grand Prix Sports car Fórmula 2 |

## El Gran Premio del Marne por años
Leyenda:
| Fórmula Libre = FL - Gran Premio = GP - Voiturette = VT - Auto deportivo = SC - Fórmula 2 = F2 |

| 1925      | 2 ago     | 1° GP de la Marne                  | FL                                 | Pierre Clause                      | Bignan                             | 22 km                              | 10                                 | 2:08:56.4                          | 104.20 km/h                        | Resultados                         |                                    |                                    |
| 1926      | 25 jul    | 2° GP de la Marne                  | FL                                 | François Lescot                    | Bugatti T35B 2L C                  | 7.816 km                           | 40                                 | 2:50:15.6                          | 112.77 km/h                        | Resultados                         |                                    |                                    |
| 1927      | 10 jul    | 3° GP de la Marne                  | FL                                 | Philippe Étancelin                 | Bugatti T35B                       | 7.816 km                           | 50                                 | 3:26:20.2                          | 116.32 km/h                        | Resultados                         |                                    |                                    |
| 1928      | 8 jul     | 4° GP de la Marne                  | GP                                 | Louis Chiron                       | Bugatti T35                        | 7.816 km                           | 50                                 | 3:00:47.4                          | 132.75 km/h                        | Resultados                         |                                    |                                    |
| 1929      | 7 jul     | 5° GP de la Marne                  | GP                                 | Philippe Étancelin                 | Bugatti 35C                        | 7.816 km                           | 50                                 | 2:54:14.6                          | 137.74 km/h                        | Resultados                         |                                    |                                    |
| 1930      | 29 jun    | 6° GP de la Marne                  | GP                                 | René Dreyfus                       | Bugatti T35B                       | 7.816 km                           | 50                                 | 2:49:27.6                          | 141.626 km/h                       | Resultados                         |                                    |                                    |
| 1931      | 5 jul     | 7° GP de la Marne                  | GP                                 | Marcel Lehoux                      | Bugatti T51                        | 7.816 km                           | 50                                 | 2:47:37.4                          | 143.18 km/h                        | Resultados                         |                                    |                                    |
| 1931      | 5 jul     | 7° GP de la Marne                  | VT                                 | Philippe Auber                     | Bugatti T37A                       | 7.816 km                           | 50                                 | 3:19:00.4                          | 120.588 km/h                       | Resultados                         |                                    |                                    |
| 1932      | 1932      | Se disputó el Gran Premio de l'ACF | Se disputó el Gran Premio de l'ACF | Se disputó el Gran Premio de l'ACF | Se disputó el Gran Premio de l'ACF | Se disputó el Gran Premio de l'ACF | Se disputó el Gran Premio de l'ACF | Se disputó el Gran Premio de l'ACF | Se disputó el Gran Premio de l'ACF | Se disputó el Gran Premio de l'ACF |                                    |                                    |
| 1933      | 2 jul     | 8° GP de la Marne                  | GP                                 | Philippe Etancelin                 | Alfa Romeo Monza                   | 7.826 km                           | 51                                 | 2:45:12.4                          | 145.0 km/h                         | Resultados                         |                                    |                                    |
| 1934      | 8 jul     | 9° GP de la Marne                  | GP                                 | Louis Chiron                       | Alfa Romeo Tipo B                  | 7.826 km                           | 64                                 | 3:25:51.8                          | 146.0 km/h                         | Resultados                         |                                    |                                    |
| 1935      | 7 jul     | 10° GP de la Marne                 | GP                                 | René Dreyfus                       | Alfa Romeo Tipo B                  | 7.826 km                           | 64                                 | 2:57:52.8                          | 157.760 km/h                       | Resultados                         |                                    |                                    |
| 1935      | 7 jul     | 10° GP de la Marne                 | SC                                 | Albert Perrot                      | Delahaye 18CV T-138                | 7.826 km                           | 64                                 | 1:29:22.0                          | 131.340 km/h                       | Resultados                         |                                    |                                    |
| 1936      | 5 jul     | 11° GP de la Marne                 | SC                                 | Jean-Pierre Wimille                | Bugatti 57G Tank                   | 7.826 km                           | 51                                 | 2:50:45.3                          | 140.245 km/h                       | Resultados                         |                                    |                                    |
| 1937      | 18 jul    | 12° GP de la Marne                 | SC                                 | Jean-Pierre Wimille                | Bugatti T59                        | 7.826 km                           | 63                                 | 3:23:58.4                          | 145.030 km/h                       | Resultados                         |                                    |                                    |
| 1938-1951 | 1938-1951 | Se disputó el Gran Premio de l'ACF | Se disputó el Gran Premio de l'ACF | Se disputó el Gran Premio de l'ACF | Se disputó el Gran Premio de l'ACF | Se disputó el Gran Premio de l'ACF | Se disputó el Gran Premio de l'ACF | Se disputó el Gran Premio de l'ACF | Se disputó el Gran Premio de l'ACF | Se disputó el Gran Premio de l'ACF | Se disputó el Gran Premio de l'ACF | Se disputó el Gran Premio de l'ACF |
| 1952      | 29 jun    | 13° GP de la Marne                 | F2                                 | Jean Behra                         | Gordini T16                        | 7.152 km                           | 71                                 | 3 horas                            | 169.935 km/h                       | Resultados                         |                                    |                                    |
| Fuente:   |           |                                    |                                    |                                    |                                    |                                    |                                    |                                    |                                    |                                    |                                    |                                    |

## Circuitos por años
|  |  |  |